# Omar Gatlato
Omar Gatlato es una película argelina, dirigida por Merzak Allouache en 1976.

## Sinopsis
Omar es un joven argelino lleno de vida, algo machista, que tiene un buen puesto en el Departamento de Fraudes. Vive en un piso con sus hermanas, madre y abuelos. Lo que más le gusta es escuchar música árabe e india, irse de juerga con sus amigos y soñar con mujeres. En una cinta que le regala un amigo suyo, oye la voz de una cantante y queda fascinado. Ese mismo amigo acepta presentarle a la cantante, que resulta ser muy diferente a como Omar la había imaginado.

## Premios
- Moscú 1977
- Karlovyvary 1978
- Cannes 1994
- Cinéma Árabe Paris 1994